# Henryk Wieniawski
Henryk Wieniawski (Lublin, 10 de julio de 1835 - Moscú, 31 de marzo de 1880) fue un compositor y violinista polaco.

## Biografía
Nació en Lublin, Polonia, el 10 de julio de 1835, en la época en la que Polonia estaba gobernada por Rusia. En su familia se combinaba el interés por el bienestar social con una pasión por la música. Su padre, Tadeusz, fue un cirujano de renombre y su madre, Regina, una médica que ejerció en Varsovia y que fue mecenas de las artes, después de haber estudiado piano en París. La casa de los Wienawski era frecuentada por los principales artistas de aquellos años y en ella se organizaban a menudo conciertos, reuniones literarias y discusiones sobre temas diversos. El nombre Wieniawski se hizo conocido también porque su familia produjo varios músicos notables, lo cual inevitablemente tuvo gran influencia sobre la vida de Henryk y de sus dos hermanos, por un lado Julian, el mayor, quien se convertiría en escritor y columnista, y el joven Józef, quien eligió la carrera de pianista.
Cuando sus padres se opusieron a su compromiso con Isabella Hampron, Wieniawski compuso "Leyenda, Opus 17"; esta obra ayudó a que los padres cambiaran de opinión y la pareja se casó en 1860.
En lo que respecta a su carrera pedagógica, Henryk tuvo como modelo muchas personas influyentes en su vida. Inicialmente, hizo los primeros pasos en el violín con su madre, seguido de Jan Hornziel, violinista del Gran Teatro de Varsovia y también tuvo clases con Stanisław Serwczyński, solista y concertino de la orquesta de Budapest. Dado este gran ímpetu adquirido con semejantes figuras pedagógicas, no es de extrañar que a la edad de 8 años, en 1843, fue admitido en el Conservatorio de París para estudiar con Lambert-Joseph Massart, un destacado violinista belga que fue conocido por originar la técnica del vibrato sistemático, con quien se graduó 3 años más tarde, ganando así el primer premio honorífico y una medalla de oro. Siguió dos años más con Massart tomando clases y ya inició su carrera violinística como concertista, realizando conciertos en París, seguido por San Petersburgo, los países bálticos y Varsovia, capital de su país natal. Tras el éxito que cosechó en San Petersburgo, regresó a París en 1849 para estudiar composición con Hippolite Collet, con quien se graduó al año siguiente de su ingreso. 
Al año siguiente, 1850, comienza una gira de conciertos por las principales ciudades del Imperio Ruso y de Europa, acompañado por su hermano Józef. Su carrera violinística dio un vuelco cuando en 1860 se trasladó a San Petersburgo para convertirse en el primer violinista del zar y primer profesor de violín en el recién fundado conservatorio, donde pudo dirigir la orquesta rusa y el cuarteto de cuerdas de la Sociedad Musical Rusa. Wieniawski estableció los cimientos de la escuela de violín en San Petersburgo, la cual más tarde se convertiría en la gran escuela rusa de Leopold Auer. En lo que respecta a composición, Wieniawski protagonizó un gran cambio. Al comienzo de la gira escribió varias obras virtuosísticas, entre ellas el concierto de violín n.º 1 en Fa # menor, obra que compuso en principio para deslumbrar técnicamente a las audiencias europeas ya que en aquel entonces la tónica solística estaba a la orden del día, sin ir más lejos precedida por Paganini, pero consiguiendo impresionar a un público muy interesado. En 1862 compone el concierto de violín n.º 2 en Re menor en Rusia, y claramente ya se notaba una cierta madurez compositiva, ya que dejaba un poco de lado el virtuosismo pobre en melodías y enseñaba unos temas difíciles de olvidar. Por esta razón, este segundo concierto tuvo mayor éxito que su precursor en las audiencias.
Desde entonces, cada año pasaría de tres a cuatro meses dando conciertos por Europa, sobre todo en las salas y eventos más lujosos. Tras un periodo de 12 años en Rusia, hizo una gira de conciertos por los Estados Unidos junto con el célebre Anton Rubinstein. Lejos de aparecer en América como un gran genio y virtuoso del violín, Rubinstein le impuso condiciones de manera que apareciesen en escena como socios, es decir, no pretendía que Wieniawski destacase por encima del célebre pianista, cosa que no pasó mucho tiempo para que acaparase toda la atención. Tuvieron un éxito destacable en las ciudades orientales de EE. UU., hasta el punto de dar casi de seis a siete conciertos por semana, cosa que Rubinstein poco a poco empezó a dar señales de agotamiento, lo cual no le ocurría a Henryk.
Se quedó hasta el año 1874 dando conciertos con Paulina Lucca, la famoso cantante. Dos años más tarde volvió a Europa y ocupó el puesto de Vieuxtemps a causa de su delicado estado de salud. Cabe destacar que uno de sus alumnos fue el célebre violinista Eugene Ysaye. Mantuvo su puesto hasta el 1877, y al año siguiente, 1878 se derrumbó en pleno concierto a causa de problemas de salud relacionados con la obesidad que ya empezaban a florecer. Aparte de este incidente, en Moscú, también se encontró en la situación de no poder completar la sonata "Kreutzer" en concierto de Beethoven por problemas similares, aunque fue llevado al hospital en Odesa en este caso. Wieniawski acarreaba serios problemas de salud aunque parecía que no le fuesen a afectar profesionalmente. A pesar de esto, Saint-Saëns le concedió una docena de conciertos por Holanda, Londres y Francia. Más tarde realizó un concierto en Berlín que casi acaba en tragedia, porque se desplomó en medio del escenario mientras ejecutaba su concierto de violín en Re menor. Pero aun así, hizo caso omiso de lo sucedido y siguió dando conciertos por Alemania y Polonia. En Moscú ya notó que su vida llegaba a su fin, puesto que estaba muy enfermo a la hora de tocar hasta el punto en que, en ciertas ocasiones tuvo que terminar su interpretación sentado porque sus piernas le fallaban. 
En el último periodo de su vida, Wieniawski no sólo dejó de tocar ante el público debido a su precario estado de salud; además, sus ahorros se habían visto tan mermados, que más de un amigo, entre ello, Nikolai Rubinstein, tuvieron que ayudarle mediante aportaciones financieras.
El 31 de marzo de 1880 Wieniawski murió, solo unos meses antes de su 45.º aniversario.
Se le han otorgado varios honores póstumos. Su retrato apareció en una estampilla postal en Polonia en 1952 y de nuevo en 1957. Una moneda de 100 zlotys polacos fue editada en 1979 con su imagen. El pueblo de Wieniawska en el Río Czechowka es una comunidad nueva que fue nombrada en su honor. La primera competición de violín que llevó su nombre tuvo lugar en Varsovia en 1935 y el Concurso Internacional de Violín Henryk Wieniawski se hace cada cinco años desde 1952.

## Obras con números de Op
- Op. 1, Capricho magnífico fantastique (Paris, 1847)
- Op. 2, Allegro de sonate (Leipzig, ca. 1851; colab. Józef Wieniawski)
- Op. 3, Souvenir de Posen, mazurka (Kalisz, 1854)
- Op. 4, Polonaise de concert n. 1, D, violín, orquesta (Brunswick, 1853)
- Op. 5, Adagio élégiaque (Brunswick, 1853)
- Op. 6, Souvenir de Moscú, violín, orquesta (Brunswick, 1853)
- Op. 7, Capricho-valse, E, (Leipzig, ca. 1853)
- Op. 8, Grand duo polonais, G, (Berlín, ca. 1855; colab. Józef Wieniawski)
- Op. 9, Romance sans paroles et Rondo élégante (Leipzig, 1853-1854)
- Op. 10, L'école moderne, 10 études, violín (Bonn, 1854)
- Op. 11, Le carnaval russe (Leipzig, ca. 1853)
- Op. 12, 2 mazurkas (Leipzig, 1853-1854): 1, La champêtre; 2, Chanson polonaise
- Op. 13, Fantasie pastorale (Leipzig, ca. 1855)
- Op. 14, Concierto para violín n.º 1 (Leipzig, ca. 1853)
- Op. 15, Thème originale varié, A, (Leipzig, 1854)
- Op. 16, Scherzo-tarantelle, g, (Leipzig, ca. 1856)
- Op, 17, Légende, violín, orquesta (Paris, ca. 1860)
- Op. 18, [7] Études-caprices (Leipzig, ca. 1863)
- Op. 19, 2 Mazurkas (Maguncia, ca. 1960): n. 1, Obertass; n. 2, Le ménétrier
- Op. 20, Fantasie brillante sobre motivos de la ópera Fausto de Gounod, violín, orquesta  (Leipzig, 1868)
- Op. 21, Polonaise brillante n.º 2, violín, orquesta (Maguncia, ca. 1875)
- Op. 22, Concierto para violín n.º 2, d. (Maguncia, 1875)
- Op. 23, Gigue, e, (Maguncia, 1886)
- Op. 24, Fantasie orientale, a, pubd posth